# Landfriedensbündnis Maas-Rhein
Das Landfriedensbündnis Maas-Rhein war eines der vielen regionalen Bündnisse, die sich zur Umsetzung des Reichslandfriedens unter Berücksichtigung territorialer Bedürfnisse und Abhängigkeiten gebildet hatten. Dem nach einer längeren Vorbereitungszeit im Jahr 1351 gegründeten Bündnis gehörten anfangs die Freien Reichsstädte Aachen und Köln sowie das Erzstift Kurköln und das Herzogtum Brabant an. Es orientierte sich an den gesetzlichen Grundlagen des geltenden Reichslandfriedens und übertrug diese auf seinen Wirkungsbereich.

## Vorgeschichte
Die Aufrechterhaltung der Ordnung und Friedenssicherung im Heiligen Römischen Reich zwang einzelne Territorialherren und Städte zu teils kurzfristigen und örtlich begrenzten Maßnahmen. Um hierbei ihre Rechtsansprüche besser vertreten sowie Konflikte schneller lösen zu können, schloss sich im Jahr 1254 Aachen mit weiteren 58 Städten zunächst dem neu gegründeten ersten Rheinischen Städtebund an, dessen Rechtsgrundlage auf dem Mainzer Landfrieden von 1235 fußte. Ein weiteres Friedensbündnis unterzeichnete Aachen dann im Jahr 1275 mit dem Kölner Erzbischof Siegfried von Westerburg für das Gebiet zwischen Andernach, Neuss, Lüttich und Roermond, der seinerseits zugleich einen Freundschaftsvertrag mit der Stadt Köln und vier Jahre später den Vertrag zum Pingsheimer Frieden unterschrieb.
Auch die deutschen Könige schalteten sich immer wieder in die allgemeine Landfriedenspolitik ein, wie beispielsweise König Ludwig der Bayer, der im Jahr 1317 ein Bündnis auf sieben Jahren gegründet hatte, zu dessen Mitgliedern neben König Ludwig der König Johann von Böhmen, die Erzbischöfe von Mainz und Trier, sowie die Städte Köln, Mainz, Worms, Speyer, Oppenheim, Frankfurt, Friedberg, Gelnhausen, Wetzlar und Aachen gehörten.
Schließlich beschlossen nach mehrjährigen Verhandlungen am 3. Mai 1351 die Städte Aachen und Köln sowie der Kölner Erzbischof Wilhelm von Gennep und der Herzog Johann III. von Brabant das Landfriedensbündnis Maas-Rhein zu gründen, das zunächst für zehn Jahre in dem Gebiet zwischen Maas und Rhein von Andernach bis Xanten gelten sollte. Dieser Vertrag von 1351 diente fortan als Vorlage für viele folgende Landfriedensbündnisse im gesamten Reich, die nun mit immer kürzeren Fristen geschlossen worden sind.
Am 22. Februar 1352 wurde der eigentliche Maas-Rhein Landfrieden beschworen. Als Initiator dieses Landfriedens wird Erzbischof Balduin von Luxemburg für sein Bistum Trier und die Grafschaft Luxemburg in verschiedenen Urkunden an erster Stelle genannt. Karl IV., Römischer König und König von Böhmen bestätigte im gleichen Jahr den Landfrieden …in Dutzschen vnd Welschen Landen…tzwuschen Ryn vnd Mase vnd anderswo. In der Aufrichtungsurkunde werden als Mitbeschwörer genannt: Ruprecht, Pfalzgraf bei Rhein und Herzog von Bayern, Wilhelm, Markgraf zu Jülich?, Cuno von Falkenstein, Dompropst und Vormund des Stiftes zu Mainz, Dietrich, Graf von Loon, Herr von Heinsberg und Blankenberg, Gerhard, Graf von Berg und Ravensberg, sowie Johann, Graf zu Solms. Am 22. August schlossen sich die Räte der Städte Frankfurt, Friedberg, Wetzlar und Gelnhausen an.
Der Maas-Rhein Landfriede von 1352 wurde für zwei Jahre  geschlossen und galt für das Gebiet innerhalb einer Grenze von Bingen am Rhein – die Nahe aufwärts, über St. Wendel – bis zum lothringischen Thionville – die Westgrenze Luxemburgs nordwärts – über Stavelot (Stablo) – Mönchengladbach  – dann ostwärts Düsseldorf – Wipperfürth – südwärts über Limburg (Lahn) bis Eltville am Rhein – und wieder Bingen.
In der Zeit des Friedens sollten alle Leute innerhalb dieses Gebietes vor Freveln wie Raub, Brandschatzung, willkürlichen Pfändungen, jeglicher Gewalt und mehr geschützt sein. Der besondere Anlass war die „akute Friedlosigkeit auf den Straßen zu Wasser und zu Land, Raub, Brand, Mord und Gefangennahme“.  zur Eindämmung eigenmächtiger Fehden des niederen Adels. Gericht und Urteile wurden von der Landesfriedenskommission behandelt. Als Obermann und Gerichtsvorsitz wurde Johann I. von Schleiden († 1379/81) vom König bestellt. Die gleichrangigen Partner des Landfriedens schickten einen ritter oder wollgeborn man zu den Landtagen, die ohne Ansehen der Person na yren besten sinnen glich deme arme und deme richen, nymanne zu liebe noch zu leide zu urteilen hätten. Das Gericht tagte an jedem Montag nach den Quatembertagen in Koblenz am Rhein.

## Inhalt und Entwicklung
Das Landfriedensbündnis Maas-Rhein diente primär dem Schutz der reisenden Kaufleute, Pfarrer und Pilger. Die Verhandlungs- und Jurisdiktionskompetenz in allen Streitigkeiten der Vertragsparteien war subsidiär festgelegt. Zunächst waren für die Ahndung von Landfriedensbrüchen der Landesherr oder diejenige Stadt zuständig, deren Untertanen oder Bürger sich gegen den Landfrieden vergangen hatten. Als nächsthöhere Instanz konnte dann das Geschworenengericht des Landfriedensbündnisses angerufen werden, welches aus je drei Geschworenen der vier Verbündeten bestand, die sich turnusmäßig zu Anfang eines jeden Monats abwechselnd in Aachen, Köln, Lechenich und Kerpen trafen und denen auch der Oberbefehl über ihre im Bedarfsfalle zu entsendenden militärischen Truppen oblag. Zu den ersten bekannteren Geschworenen zählten von Aachener Seite die Schöffen Gerhard Chorus, Christian Lewe und Johann Chorus sowie von Brabanter Seite Reinhard von Schönau.
Zur Durchsetzung ihrer Ziele konnten eigene Truppen aufgestellt werden, die das Raubrittertum mit Gewalt bekämpfen sollten. Dazu verpflichteten sich Kurköln und Brabant jeweils 50 bewaffnete Ritter und Knechte für die Bekämpfung der alltäglichen Gewalt sowie bei besonderem Bedarf und Belagerungen bis zu 250 Reiter nebst 50 Schützen zu stellen, die Stadt Köln 25 bzw. 150 Reiter und 50 Schützen und die Stadt Aachen 20 bzw. 100 Bewaffnete zu Pferde und 100 Schützen. Dem Landfriedensbündnis konnten sich im Bedarfsfall oder auf Dauer weitere Mitglieder anschließen, wie beispielsweise 1352 Johann von Valkenburg, Herr von Born und Sittard, oder 1354 Dietrich II. von Loon, Graf zu Heinsberg und Blankenberg, was jedoch lediglich die Truppenstärke betraf und nicht zu einer Erweiterung des Geschworenenkollegium führte. Am 20. Februar 1354 erhielt das Landfriedensbündnis Maas-Rhein von König Karl IV. die Erlaubnis, bei ihren Feldzügen zur Durchsetzung des Landfriedens sein Königsbanner und das Reichsbanner zu führen.
Die historisch bedeutendsten Einsätze des Landfriedensbündnisses waren unter anderem:
- Die Belagerung der Burg Gripekoven in den Jahren 1353/54. Von dieser Burg aus sollen abtrünnige Ritter ihre Raubzüge durchgeführt und einen Aufstand der jülichschen Ritterschaft mitgetragen haben, wodurch das Ansehen und der Bestand des Herzogtums Jülich massiv in Frage gestellt worden war. Nach einer längeren Belagerung der Burg, die schließlich mit ihrer Übergabe bei Gewährung von freiem Abzug der Belagerten endete, wurde die Burg anschließend dem Erdboden gleichgemacht.
- Die Einnahme der Burg Hemmersbach 1366. Aufgrund eines Erbschaftsstreits mit seinen Halbbrüdern, den Herzögen von Brabant und Jülich, griff Johann Scheiffart von Merode, Herr zu Hemmersbach, zur Selbsthilfe und ließ die Kaufmannszüge nicht mehr durch sein Territorium ziehen. Daraufhin wurde die Burg von den Truppen des Landfriedensbündnisses eingenommen und teilweise zerstört[7]
- Die Belagerung der Burg Stolberg 1375. Die auf der Burg Stolberg stationierten Landsmannschaften tyrannisierten die Gegend durch Raubzüge. In einer Landfriedensexekution wurden daraufhin sämtliche Gebäude geschleift und unbewohnbar gemacht.
- Belagerung von Schloss Dyck 1383. Man warf Gerhard von Dyck Raubrittertum vor, und die verbündeten Truppen zwangen ihn nach der erfolgreichen Einnahme seines Schlosses, die damalige Hochburg zu zerstören.[8]
- Die Belagerung der Burg Reifferscheid 1385. Das Bündnis warf Johann V. von Reifferscheid zahlreiche Raubzüge in der näheren und weiteren Umgebung und Bruch des Landfriedens vor. Die Belagerung selbst blieb anfangs erfolglos und die Allianztruppen rückten nach drei Monaten unverrichteter Dinge wieder ab. Dennoch konnte das Landfriedensbündnis Johann V. von Reifferscheid zu einem achtjährigen Friedensvertrag verpflichten.[9]

Zwischenzeitlich wurde 1364 das Landfriedensbündnis zunächst von dem Herzog von Brabant und Limburg, Wenzel von Luxemburg und der Stadt Aachen um fünf weitere Jahre verlängert, wobei die Anzahl der Geschworenen auf sechs pro Vertragspartei erhöht wurde. Ein Jahr später schlossen sich diesem die bisherigen Verbündeten, Kurköln unter dem Erzbischof Engelbert III. von der Mark und die Stadt Köln sowie mehrere Ritter und 1366 die Stadt Neuss an. Im Jahr 1369 folgte die nächste Vertragsverlängerung, dem diesmal noch 65 Edelleute und Ritter aus dem Herzogtum Limburg beitraten.
Bei der erneuten Verlängerung Anfang 1375 durch Herzog Wenzel von Brabant, Herzog Wilhelm II. von Jülich, Friedrich III. von Saarwerden von Kurköln und den Vertretern der Städte Aachen und Köln wurde diesmal nur noch eine vierjährige Amtszeit festgelegt. Darüber hinaus beschloss das Bündnis, auf festgelegten Fernstraßen eine Zollstation pro Amtsbezirk einzurichten. Dort wurden abgestufte Zollgebühren für klar definierte Handelswaren eingetrieben, lediglich die Konsumgüter für den Eigenbedarf blieben zollfrei. Die eingenommenen Gebühren wurden proportional auf die Verbündeten verteilt. Sollte einem Händler seine Ware geraubt werden, so erhielt er aus den Zolleinnahmen eine Abfindung, sollte aber ein Händler versuchen, die Zollstation zu umgehen, wurde seine Ware konfisziert, die dann der gemeinschaftlichen Bündniskasse zugutekam.
Die nächste Vertragsverlängerung des Bündnisses fand dann zu Allerheiligen im Jahr 1378, statt, diesmal wieder um fünf Jahre, wogegen ab der nächsten Verlängerung im April 1383 eine Laufzeit von nur noch drei Jahren festgelegt wurde. Nach 1387 trat das Landfriedensbündnis Maas-Rhein nicht mehr signifikant in Erscheinung und eine Verlängerung scheint auch nicht mehr vollzogen worden zu sein, da es anschließend in dieser Konstellation in keiner Quelle mehr erwähnt wird. Spätestens mit dem Abschluss des Ewigen Landfriedens von 1495, mit dem jede Fehde, auch die bisher erlaubte, abgelehnt und jeder weitere Gebrauch des Fehde- und Faustrechts zum Landfriedensbruch erklärt worden war, eröffneten sich durch die gleichzeitig verbundene Einführung des Reichshofrats, des Reichskammergerichts und der Möglichkeit der Untertanenprozesse, neue Wege, um Konflikte auf dem Rechtsweg friedlich auszutragen.